# 區域供暖

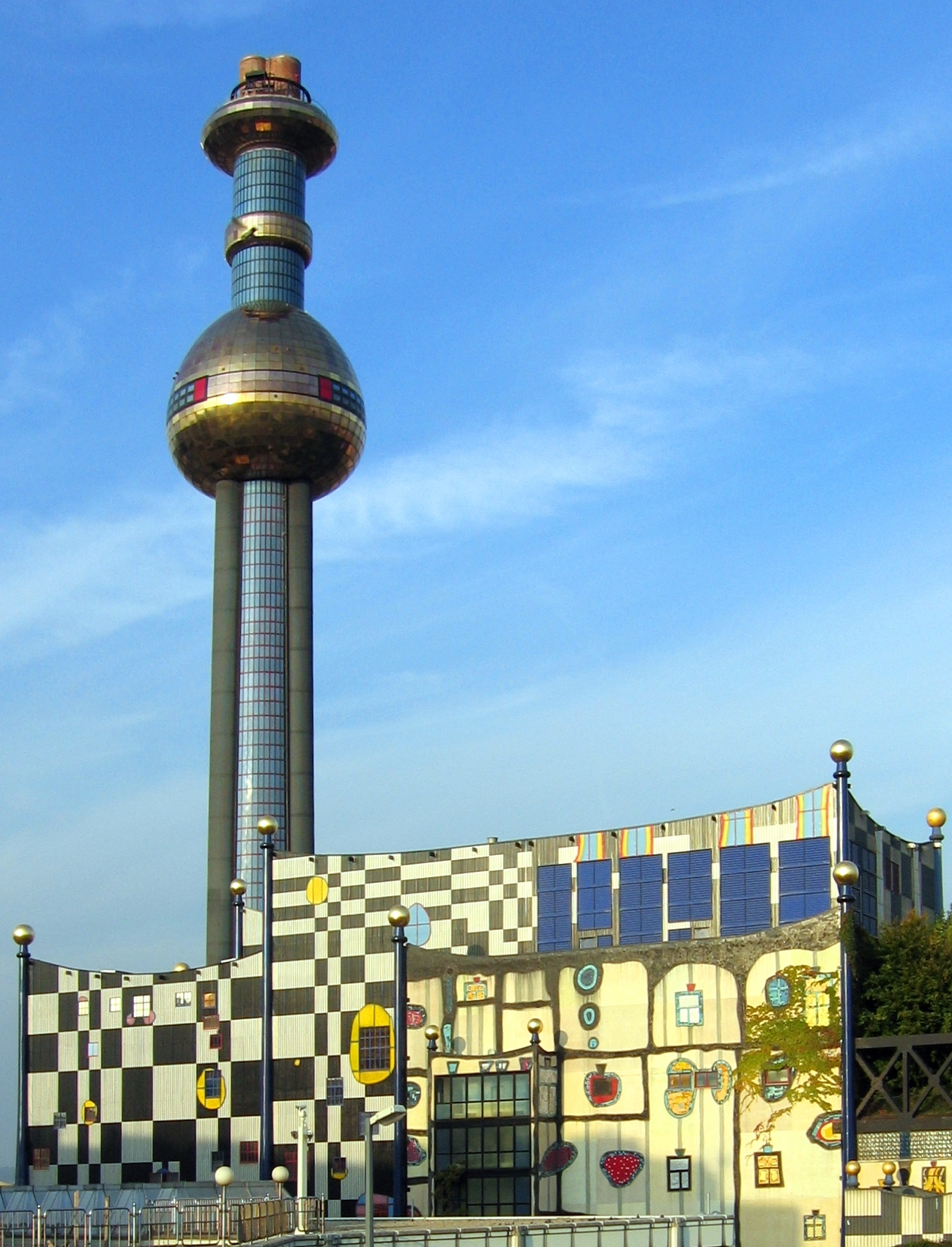
在奧地利維也納的Spittelau焚化廠是其中一個提供區域供暖的焚化廠。

上圖顯示區域供暖是如可運作的。

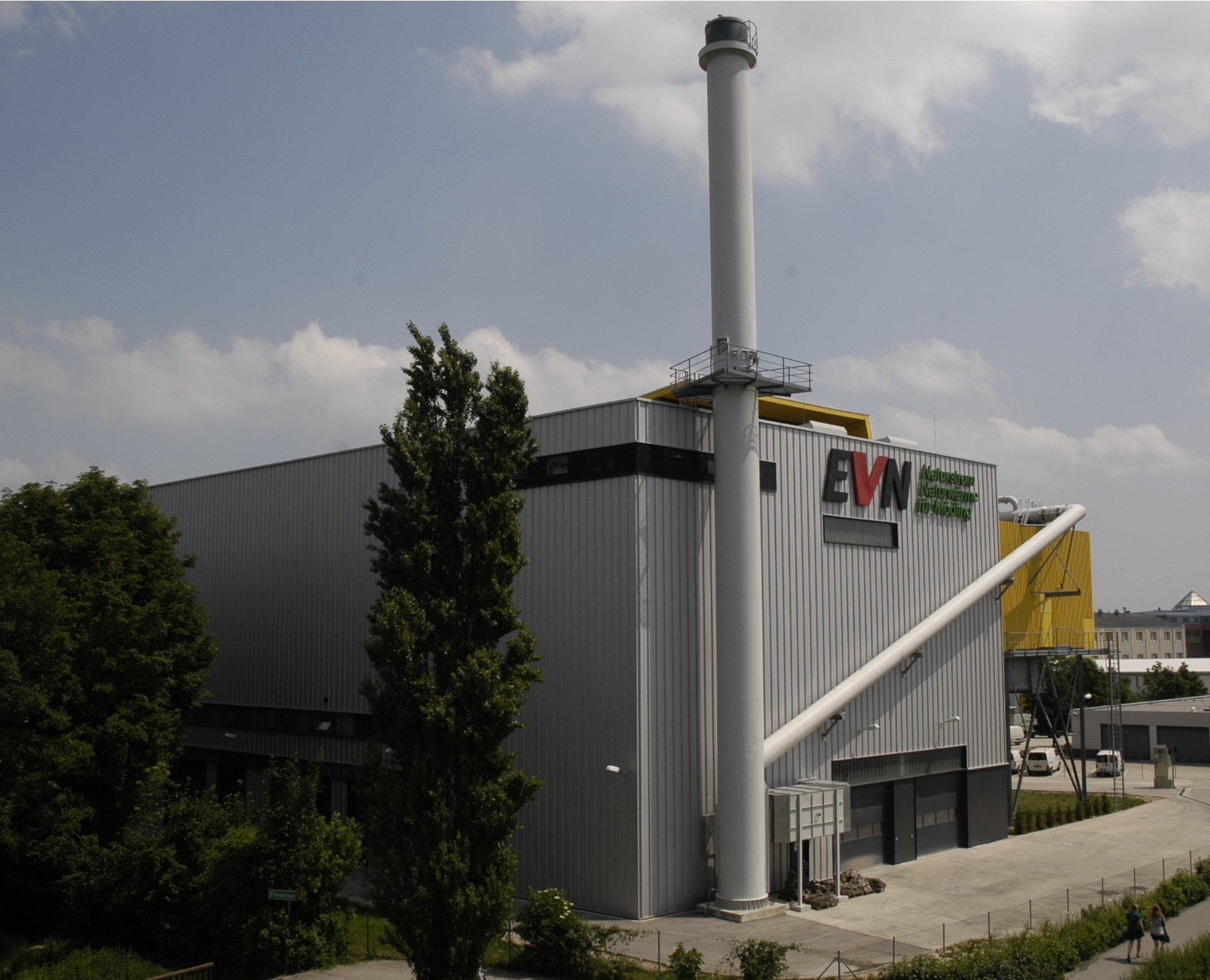
位於奧地利Mödling的生物質燃燒區域供熱電廠。

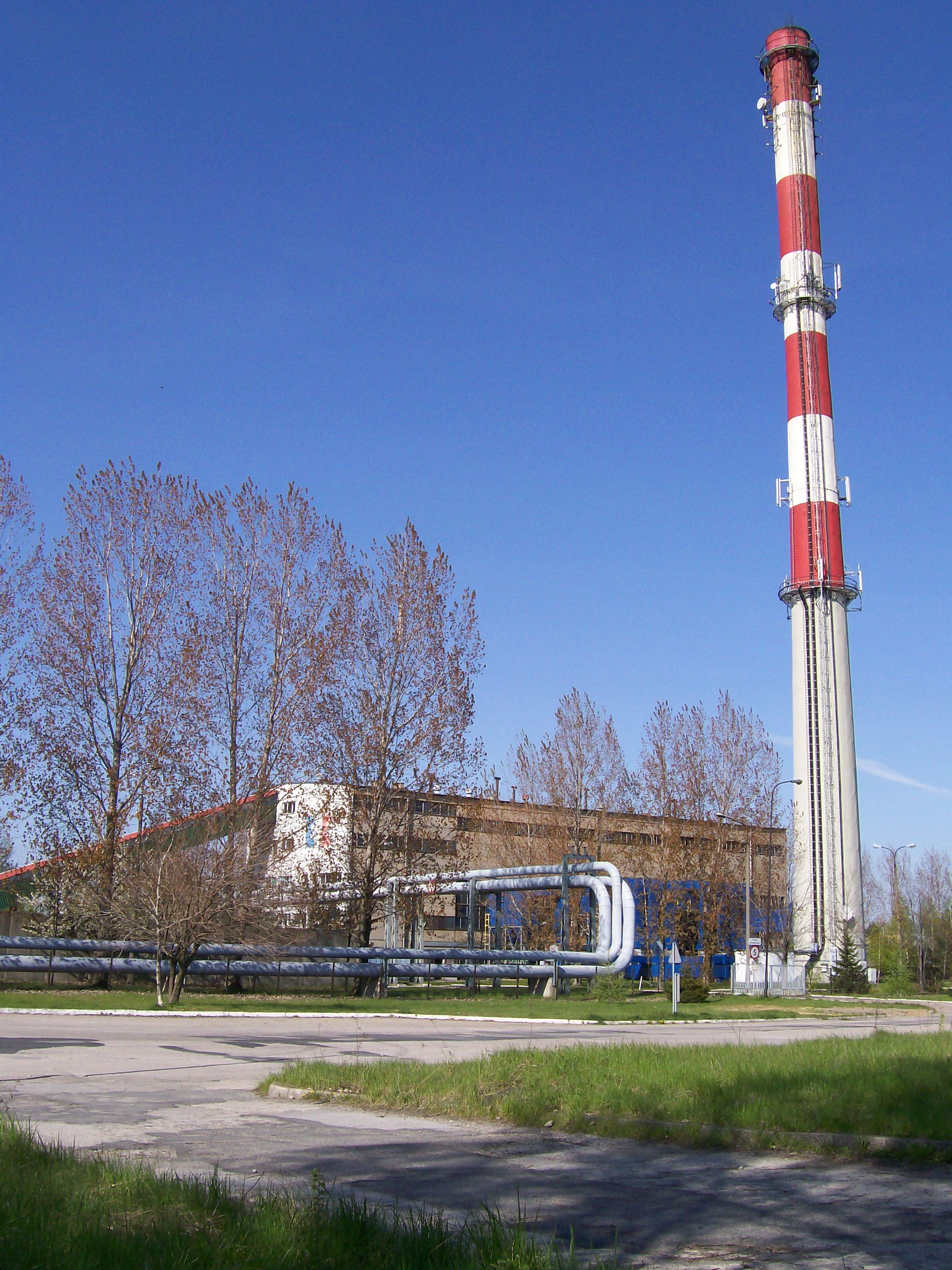
位於波蘭維隆的煤熱廠。

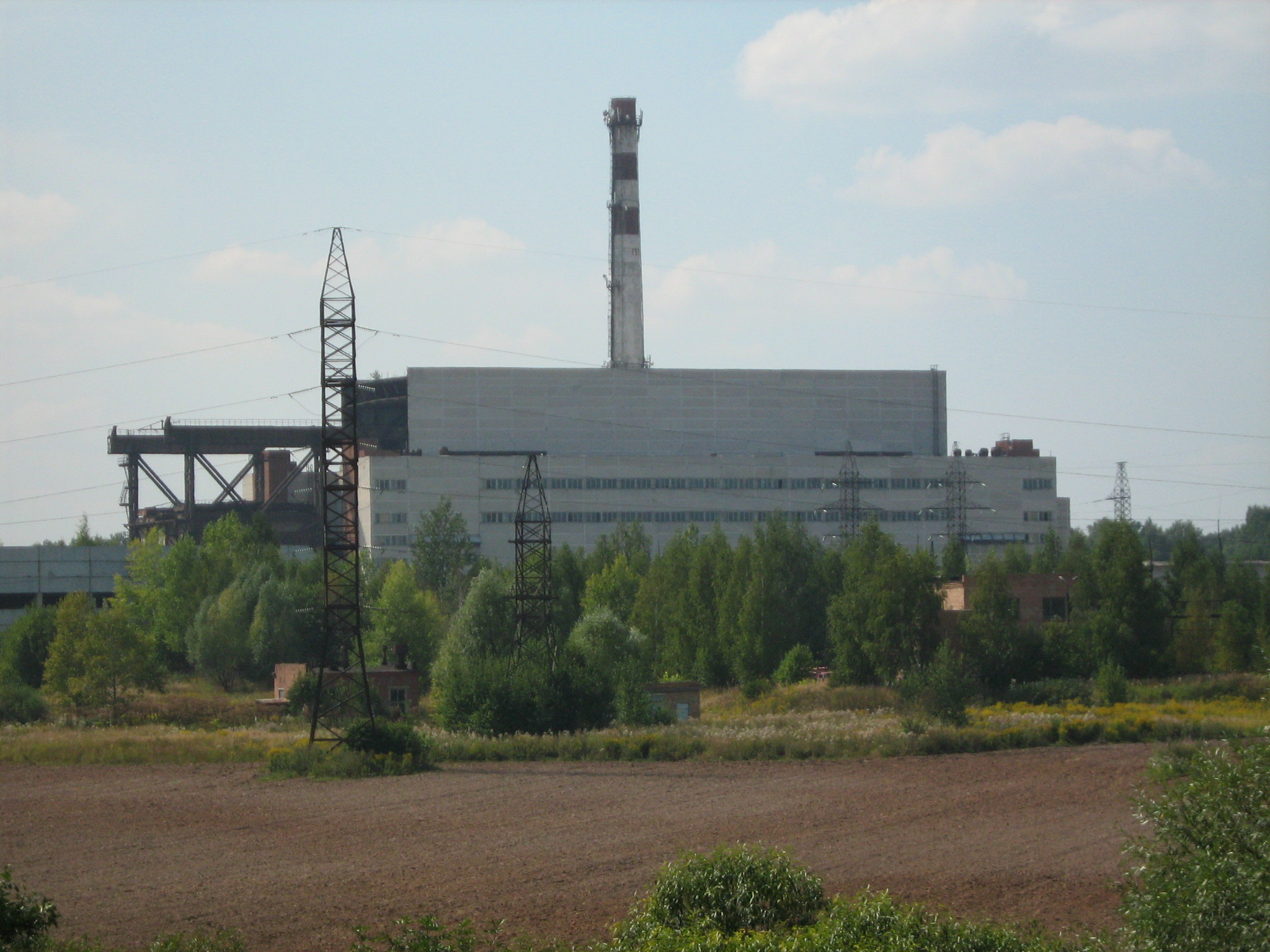
已被取消的位於俄羅斯Fedyakovo, Nizhny Novgorod Oblast的核電站。

區域供熱（也稱為熱網或遠程供暖）是一種通過絕緣管道系統分配集中位置產生的熱量的系統，用於住宅和商業供暖需求，例如取暖器和加熱水。熱通常從熱電聯產電廠燃燒化石燃料和生物質燃料取得，但也使用只供熱鍋爐站，地熱供暖，熱泵和中央陽光加熱，或核電廠發電的廢熱。和地區鍋爐房相比，區域供暖站可提供更高效與更好的污染控制。根據一些研究，熱電聯供區域供熱(CHPDH)，是便宜的方法減少碳排放，並且是所有化石發電廠中碳足跡最低的發電廠之一。
第五代區域熱網並不採用現場燃燒，所以它在現場排放的二氧化碳和二氧化氮為零，它們使用電力作為熱的傳遞，電可能由可再生能源產生或由偏遠的化石燃料發電站產生。在斯德哥爾摩多能源系統中使用了熱電聯產和集中式熱泵的組合。當有大量間歇性電力生產時，這允許通過電力產生熱量，當間歇性電力生產的可用性較低時，進行熱電聯產和區域供熱。
區域供熱在Project Drawdown的全球暖化100項解決方案中排名第27位。

## 歷史
區域供暖可追溯至古羅馬帝國的熱水浴和溫室。在法國紹德賽格的熱水分發系統通常被認為是第一個真正的區域供暖糸統。它使用地熱能的熱提供約30户的供熱，於14世紀開始運行。
在安納波里斯的美國海軍學院於1853年開始蒸汽供暖服務。
雖然這些和許多其他系統已經運行了幾個世紀，第一個商業上成功的區域供暖系統美國液壓工程師Birdsill Holly，在1877年的紐約洛克波特市推出，他被認為是現代區域供熱的創始人。

### 數代區域供熱
所有現代區域供暖系統通常都是因需求驅動的，意味着著供熱者對消費者的需求做出反應和確保向用戶提供所需的熱量有足夠的溫度和水壓。
第五代區域供熱具有明確的特色，使它們與前幾代不同。每代供熱系統的特徵可指出現有區域供熱系統的發展狀況。

#### 第一代區域供熱
第一代區域供熱是以蒸汽為基礎的系統，以煤作為燃料，於1880年代首次在美國推出，在一些歐洲國家中十分受歡迎。這是最先進的直到1930年代，使用混凝土管，在十分高的溫度下運行，因此效率不高。
由於熱加壓蒸汽管，也有一些可靠性和安全性問題。現時，這代的技術已經過時。但是仍有一些系統使用，如紐約和巴黎。最初構建的其他系統隨後被升級為新代的供熱系統。

#### 第二代區域供熱
第二代區域供熱於1930年代發展，但直至1970年代才建設。它以煤和石油為燃料，能量通過加壓熱水來傳遞。這糸統通常提供高於100°C的熱水，使用混凝土內的水管，大多在現場組裝，和配備重型設備。
最主要的原因是這些系統是節約能源，這系統使用熱電聯產廠的熱。雖然也在其他國家使用，典型的發電系統是在第二次世界大戰後在某些東歐國家興建的蘇式區域供熱系統。

#### 第三代區域供熱
第三代區域供熱於1970年代發展，隨後在世界各地的大多數使用這系統。這代被稱為「斯堪地那維亞區域供熱技術」(英語: Scandinavian district heating technology)因為很多區域供熱組件製造商位於斯堪地那維亞。
第三代區域供熱採用預製組件，預製隔熱管道，管道直接埋在地下並以較低溫度運行，通常低於100°C。
在兩次石油危機導致石油供應中斷後，建立這些系統的主要動機是，通過提高能源效率來保障供應。因此，這些系統通常使用煤，生物質燃料和垃圾作為能量來源，而不是石油。
在一些系統中，地熱能和太陽能也用於能源組合。
例如，自1970年代以來，巴黎一直在使用來自地表以下1-2公里的55-70°C 地熱供暖。

#### 第四代區域供熱
目前正在開發第四代區域供熱，丹麥已經在向第四代區域供熱過渡。
第四代區域供熱旨在通過為電力系統提供高度靈活性來應對氣候變化並將高比例的可變可再生能源整合到區域供熱中。
根據Lund等人的評論，這些系統必須具備以下能力:
- 1. 能夠為現有建築、能源改造現有建築和新建低能耗建築提供空間供暖和生活熱水的低溫區域供熱。
- 2. 在網絡損耗低的網絡中分配熱的能力。
- 3. 能夠回收低溫熱源，整合太陽能、地熱等可再生熱源。
- 4. 能夠成為智能能源系統的組成部分(集成智能電力、天然氣、流體和熱力管網等)包含成為第四代區域供冷系統的一個組成部分。
- 5. 能夠確保與運營相關的適當規劃、成本和激勵結構以及與向未來可持續能源系統轉型相關的戰略投資的能力。

與先前的區域供熱相比，水溫度降低以提高系統的能源效率，供應側溫度為 70 °C 或更低。
潛在的熱源是工業廢熱，熱電聯產發電廠的廢熱，生物質電廠，地熱和太陽熱(中央太陽加熱)，大規模的熱泵，冷卻目的和數據中心的廢熱，與其他可持續能源。
有了這些能源和大規模的熱能儲存，包括季節性熱能儲存(英語:Seasonal Thermal Energy Storage, STES)，第四代區域供熱糸統有望為平衡風能和太陽能發電提供靈活性，例如，當有大量風能時，使用熱泵將多餘的電力整合為熱能，或者在需要備用電力時從生物質發電廠提供電力。
因此，大型熱泵被視為可再生能源佔比高達 100% 的智能能源系統和先進的第四代區域供熱系統的關鍵技術。

#### 第五代區域供熱/冷

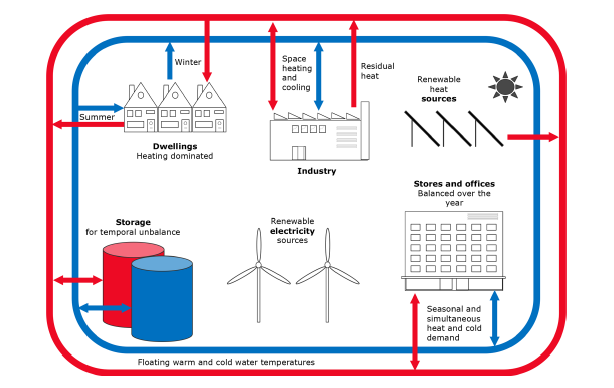
圖示冷供熱糸統的功能

第五代區域供熱與供冷網絡(5GDHC)，亦被稱為冷區域供熱(英語:Cold district heating)，在接近地面環境溫度的情況下分配熱量。
這原則上可以最大限度地減少散去至地面的熱和減少對廣泛隔熱的需求。
每一個在網絡上的建築在它們的機房中使用熱泵，在需要熱量時從環境電路中提取熱量，並在需要冷卻時反向使用相同的熱泵來排出熱量。
在同時期，冷卻和加熱需求 這使得冷卻產生的廢熱可以用於需要加熱的建築物的熱泵。環境迴路內的總溫度通過與含水層或其他低溫水源的熱交換來控制以保持在10°C至25°C的溫度範圍內。
雖然用於環境地溫網絡的管道網絡按管道直徑安裝比前幾代便宜，因為它不需要和上代管道迴路相同的隔熱程度，但管道網絡的較低溫差導致管徑明顯大於前幾代。
由於每個連接第五代區域供熱和供冷系統的建築物都擁有它們的熱泵，因此該系統可用作熱泵的熱源或散熱器，取決於它運行於供熱或是供冷模式。與前幾代一樣，管道網是一種基礎設施，原則上為各種低溫熱源提供開放通道，例如環境熱量、來自河流、湖泊、海洋或潟湖的環境水，以及來自工業或商業來源的廢熱。
基於上述描述，很明顯第五代區域供熱與供冷與前幾代區域供熱之間存在根本區別，特別是在熱量產生方面。
在比較不同代之間的效率時，這個關鍵系統具有顯著影響，因為熱量產生的方式將比較從簡單的分配系統效率比較轉變為供應系統效率比較，其中熱量產生效率以及配電系統效率需要包括在內。
具有低溫內部熱分配系統的現代建築可以安裝高效的熱泵，在45 °C時提供熱量輸出。
一些較舊的擁有內部熱分配系統的建築，如使用散熱器將需要高溫熱泵來提供熱量輸出。
一個較大的第五代區域供熱與供冷網絡例子是荷蘭海爾倫的Mijnwater。在這個例子中，顯著的特點是通往城市邊界內一個廢棄的充水煤礦的獨特通道，為系統提供了穩定的熱源。
第五代網絡(平衡能源網絡, 英語:Balanced Energy Network, BEN)在2016年作為研發項目安裝在倫敦南岸大學的兩座大型建築物中。

## 產生熱
用於各種區域供熱系統的熱源包括：為熱電聯產而設計的的發電廠，包含燃燒電廠和核電廠，燃燒化石燃料，生物質燃料;地熱，太陽熱;從海水，河水，湖水，污水，工業過程的廢熱中提取熱的工業熱泵。

### 以熱電聯產或簡單燃燒而來的熱作區域供熱
許多區域供熱的核心元素是只熱鍋爐房。此外，熱電聯產也通常與鍋爐共存。兩者的共同點是它們通常基於初級能源載體的燃燒。兩套糸統的不同之處在於在熱電聯產廠中，電能和熱能都能同時被產生，但在只熱鍋爐房中，只產生熱。
在化石燃料燃燒廠中，熱的輸出大小通常可以滿足冬季高峰熱負荷的一半，但全年將提供90%的熱量供應。大量在夏天產生的熱會被浪費。鍋爐容量將能夠單獨滿足全部熱量需求，並且可以覆蓋熱電聯產廠故障時使用者的需求。單獨調整熱電聯產廠的規模以滿足全部熱負荷是不經濟的。在紐約市地下蒸汽系統中，這大約是2.5GW。德國擁有全歐洲最多的熱電聯產廠。
在經濟方面，熱電聯產與區域供熱結合是有很高的能源效率，但會在現場排放二氧化碳和二氧化氮。一個簡單的熱電廠的效率通常只有20-35%，但有餘熱回收能力的更先進的設施可將其效率提升至接近80%。基於較低的熱值，有些可能會通過冷凝煙氣來接近100%的效率。
核電廠的廢熱有時用於區域供熱。傳統熱電聯產的原理和區域供熱對於熱電廠和核電廠來說是一樣的。與傳統方法(熱電廠)相比，核電廠的廢熱作的區域供熱的碳排放量要少得多。中國山東的海陽核電站計劃在2021年底為整個海陽市全區(450萬平方米)提供區域供熱。該項目將取代燃煤電廠，預計每年減少6萬噸二氧化碳排放。小型模塊化反應堆也可用於區域供熱。奇異日立核能的首席工程師Christer Dahlgren在Energy Impact Center的播客上發表講話時指出，Titans of Nuclear，區域供熱可能是未來建造新核電站的動力。Energy Impact Center自己的小型模塊化反應堆的藍圖設計，OPEN100，可以整合到區域供熱系統中。
俄羅斯的一些傳統核電廠在2005年合共提供了11.4PJ區域供熱。隨著核電廠的落成，俄羅斯的核能區域供熱計劃在十年內增加近三倍。其他來自烏克蘭，捷克，斯洛伐克，匈牙利，保加利亞，和瑞士的核能供熱熱電聯產站，每個發電站的發電量約100MW。於1974年關閉的瑞典 Ågesta 核電站是核能供熱、發電的一種用途。在瑞士Beznau核電站為約20,000人供熱。

### 地熱作熱源區域供暖
歷史
自14世紀以來，龐貝和紹德賽格都使用地熱區域供暖。
美國
直接使用地熱作區域供暖糸統，利用地熱儲層和分發熱水至多幢建築物作多種用途，這在美國很少見，但它已在美國存在超過一個多個世紀。
在1890年，在愛達荷州博伊西以外的地方鑽了第一口井以獲取熱水資源。1892年，在通過木質管道將水輸送到該地區的家庭和企業後，這是第一個地熱區域供暖系統。
根據2007年的一項研究，在美國有22座地熱供熱糸統。截至2010年，其中兩個系統已經關閉。以下圖表列出了目前在美國運行的地熱供熱糸統。
| 糸統名稱                            | 城市           | 狀態 | 啟動年份 | 客戶數目 | 裝機容量，MWt | 年發電量，GWh | 糸統溫度， °F | 糸統溫度， °C |
| ----------------------------------- | -------------- | ---- | -------- | -------- | ------------- | ------------- | ------------- | ------------- |
| Warm Springs Water District         | Boise          | ID   | 1892     | 275      | 3.6           | 8.8           | 175           | 79            |
| Oregon Institute of Technology      | Klamath Falls  | OR   | 1964     | 1        | 6.2           | 13.7          | 192           | 89            |
| Midland                             | Midland        | SD   | 1969     | 12       | 0.09          | 0.2           | 152           | 67            |
| College of Southern Idaho           | Twin Falls     | ID   | 1980     | 1        | 6.34          | 14            | 100           | 38            |
| Philip                              | Philip         | SD   | 1980     | 7        | 2.5           | 5.2           | 151           | 66            |
| Pagosa Springs                      | Pagosa Springs | CO   | 1982     | 22       | 5.1           | 4.8           | 146           | 63            |
| Idaho Capital Mall                  | Boise          | ID   | 1982     | 1        | 3.3           | 18.7          | 150           | 66            |
| Elko                                | Elko           | NV   | 1982     | 18       | 3.8           | 6.5           | 176           | 80            |
| Boise City                          | Boise          | ID   | 1983     | 58       | 31.2          | 19.4          | 170           | 77            |
| Warren Estates                      | Reno           | NV   | 1983     | 60       | 1.1           | 2.3           | 204           | 96            |
| San Bernardino                      | San Bernardino | CA   | 1984     | 77       | 12.8          | 22            | 128           | 53            |
| City of Klamath Falls               | Klamath Falls  | OR   | 1984     | 20       | 4.7           | 10.3          | 210           | 99            |
| Manzanita Estates                   | Reno           | NV   | 1986     | 102      | 3.6           | 21.2          | 204           | 95            |
| Elko County School District         | Elko           | NV   | 1986     | 4        | 4.3           | 4.6           | 190           | 88            |
| Gila Hot Springs                    | Glenwood       | NM   | 1987     | 15       | 0.3           | 0.9           | 140           | 60            |
| Fort Boise Veteran's Hospital Boise | Boise          | ID   | 1988     | 1        | 1.8           | 3.5           | 161           | 72            |
| Kanaka Rapids Ranch                 | Buhl           | ID   | 1989     | 42       | 1.1           | 2.4           | 98            | 37            |
| In Search Of Truth Community        | Canby          | CA   | 2003     | 1        | 0.5           | 1.2           | 185           | 85            |
| Bluffdale                           | Bluffdale      | UT   | 2003     | 1        | 1.98          | 4.3           | 175           | 79            |
| Lakeview                            | Lakeview       | OR   | 2005     | 1        | 2.44          | 3.8           | 206           | 97            |

### 太陽能區域供熱

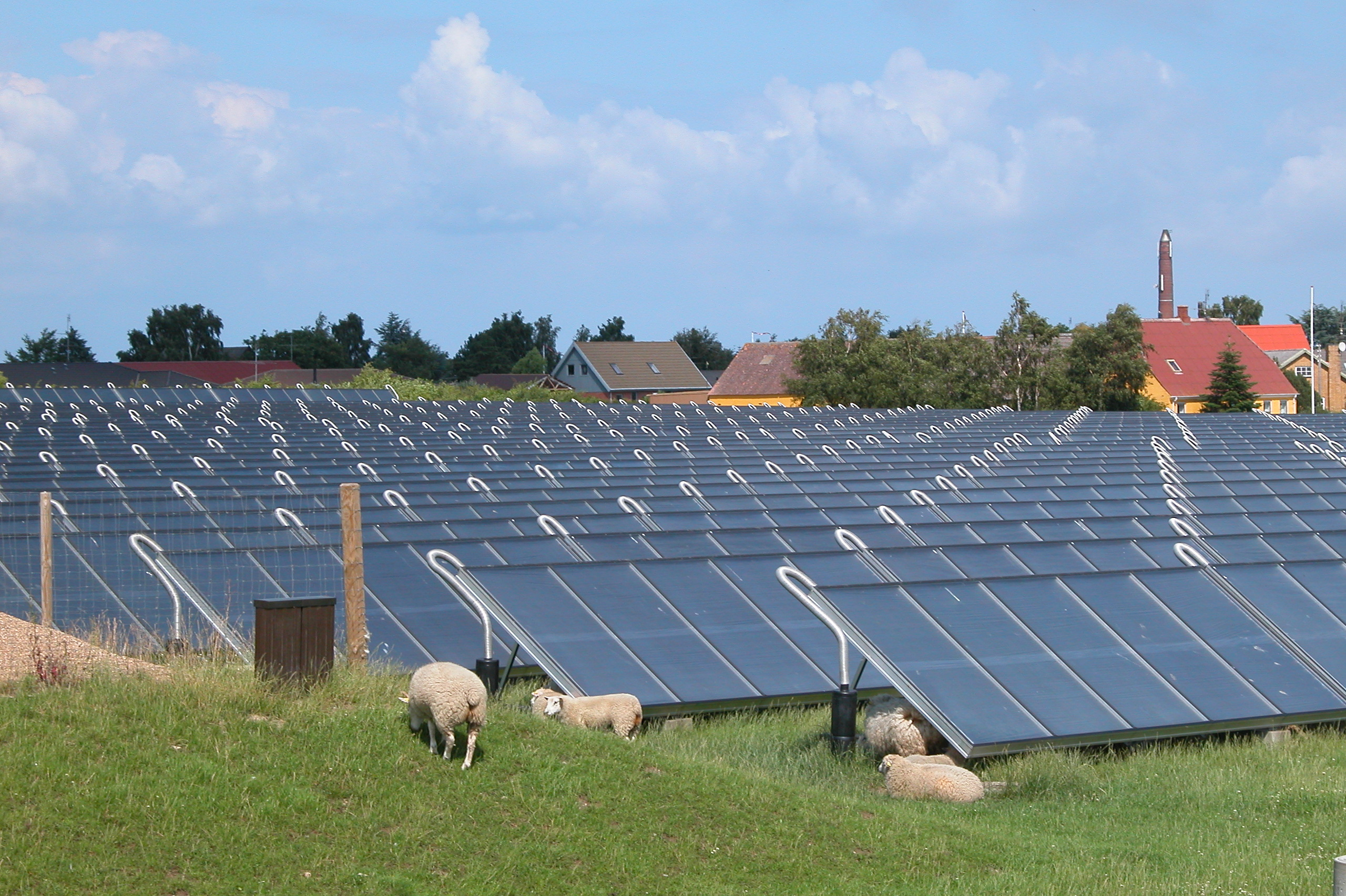
在丹麥馬斯塔爾的中央太陽能供熱廠。它覆蓋馬斯塔爾一半以上的熱需求。

近年來，丹麥和德國越來越多地使用太陽熱供區域供暖。這糸統通常包含綜合季節性熱能存儲，以確保每天以及夏季和冬季之間一致的熱輸出。一個好的例子是在丹麥Vojens為50MW， Dronninglund 為 27 MW，Marstal 為 13 MW。這些糸統逐漸地增加，可滿足村莊每年10%至40%的熱需求。太陽能熱板安裝在野外的地上。儲熱方式為坑式儲熱、鑽孔集群和傳統水箱。在加拿大亞伯達省Drake Landing太陽能社區(Drake Landing Solar Community)中，使用在車庫頂上的太陽能熱板和鑽孔集群作儲熱，達到了97%的太陽能年供暖需求的世界紀錄。

### 熱泵區域供熱
第一個熱泵在1977年安裝在斯德哥爾摩，以提供來自IBM服務器的廢熱作區域供熱。至今安裝了660MW的熱泵，利用處理過的污水，海水，區域供冷，數據中心和其他熱源。例子為在挪威的Drammen Fjernvarme地區供熱項目(英語:Drammen Fjernvarme District Heating project)中在8 °C的水中產生14MW的熱，工業熱泵為區域供熱網絡提供熱源。工業熱泵的使用方式包括：
1.作為主要基本熱源負載，來自低熱源的水，如河水，峽灣，數據中心，發電站排水口，污水處理廠出水口(全部的水溫度介乎0 ˚C 至25 ˚C)，使用熱泵以提高網絡中水的溫度至60 ˚C - 90 ˚C。這些設備雖然使用電力，但它傳遞的熱為輸入電力的3-6倍。使用熱泵從未經處理的污水作區域供熱源的例子是在挪威奧斯陸，熱輸出為18MWth。
2. 作為從發電廠的冷卻回路中回收熱量的一種方式，以提高煙氣熱回收水平(因為區域供熱廠的回水管現在由熱泵冷卻) 或通過冷卻封閉的蒸汽迴路，並人為降低冷凝壓力，從而增加發電效率。
3. 作為冷卻煙氣洗滌工作液(通常是水)，從60 ˚C流入，溫度降至流入前20 ˚C的溫度。使用熱泵回收熱，可以出售並以更高的溫度（例如約 80 ˚C）流入至管網。
對於在大型熱泵中使用氫氟烴作為冷媒(製冷劑)存在擔憂。雖然並不經常測量洩漏，但它的感應相對來說是十分低的，約1%(相比超市冷卻糸統的25%)。一個30MW的熱泵一年可以泄漏75kg的R134a或其他冷媒。氫氟烴(HFCs)的全球暖化潛勢很高，等同於一輛汽車一年行駛800,000公里的排放量。
然而，最近的技術進步允許熱泵使用擁有十分低的全球暖化潛勢(GWP)的天然熱泵製冷劑。取決於運行條件，二氧化碳制冷劑(R744, GWP=1)或氨(R717, GWP=0)有比傳統製冷劑更高的熱泵效率的益處。在挪威德拉門的14MWth區域供熱網絡的例子中，是海水熱源熱泵使用R717制冷劑提供熱，自2011年開始運行。90 °C的熱水在區域供熱迴路中分發(返回時為65 °C)。熱從18米深，8至9 °C的海水中全年提取，平均性能系數(COP)為3.15。在這個過程中，海水被冷卻到4°C；但是這個熱源並沒有利用，冷凍水可用於空調的區域系統中，性能系數可達到更高。
在未來，工業熱泵將通過一方面利用來自風能、太陽能等的過剩可再生電能（否則由於滿足電網需求而溢出），另一方面通過使更多的可再生熱源（湖泊和海洋熱、地熱等）。此外，通過在高壓電網上運行，可以預計有更高的效率。

### 過剩可再生電能區域供熱
隨著丹麥和德國等歐洲國家在所有能源用途中的可再生能源達到非常高的水平(到2050 年分別達到80%和100%)，可再生電能的過剩生產時間將會增加。以勢能(如抽水蓄能)的方式儲存能量是非常昂貴並且降低了總往返效率。但是，以熱的形式儲存在區域供熱糸統中，供有需要的建築物使用，成本要低得多。在電能下降的同時，高壓電網MW大小的熱泵將最大限度地提高效率，同時不會浪費過多的可再生電力。例如將電力部門和供熱部門相結合(參見:Power-to-X)，被認為是擁有高比例的可再生能源能源系統的關鍵因素，因為它允許以廉價儲熱為主要形式儲存和使用。因為熱力部門平衡了可再生能源的可變生產與靈活的負荷和儲熱，所以可以最大限度地減少高成本的儲電和使用。斯德哥爾摩現在有大約660MW的熱泵連接至其區域供熱糸統。

## 蓄熱器和儲存器

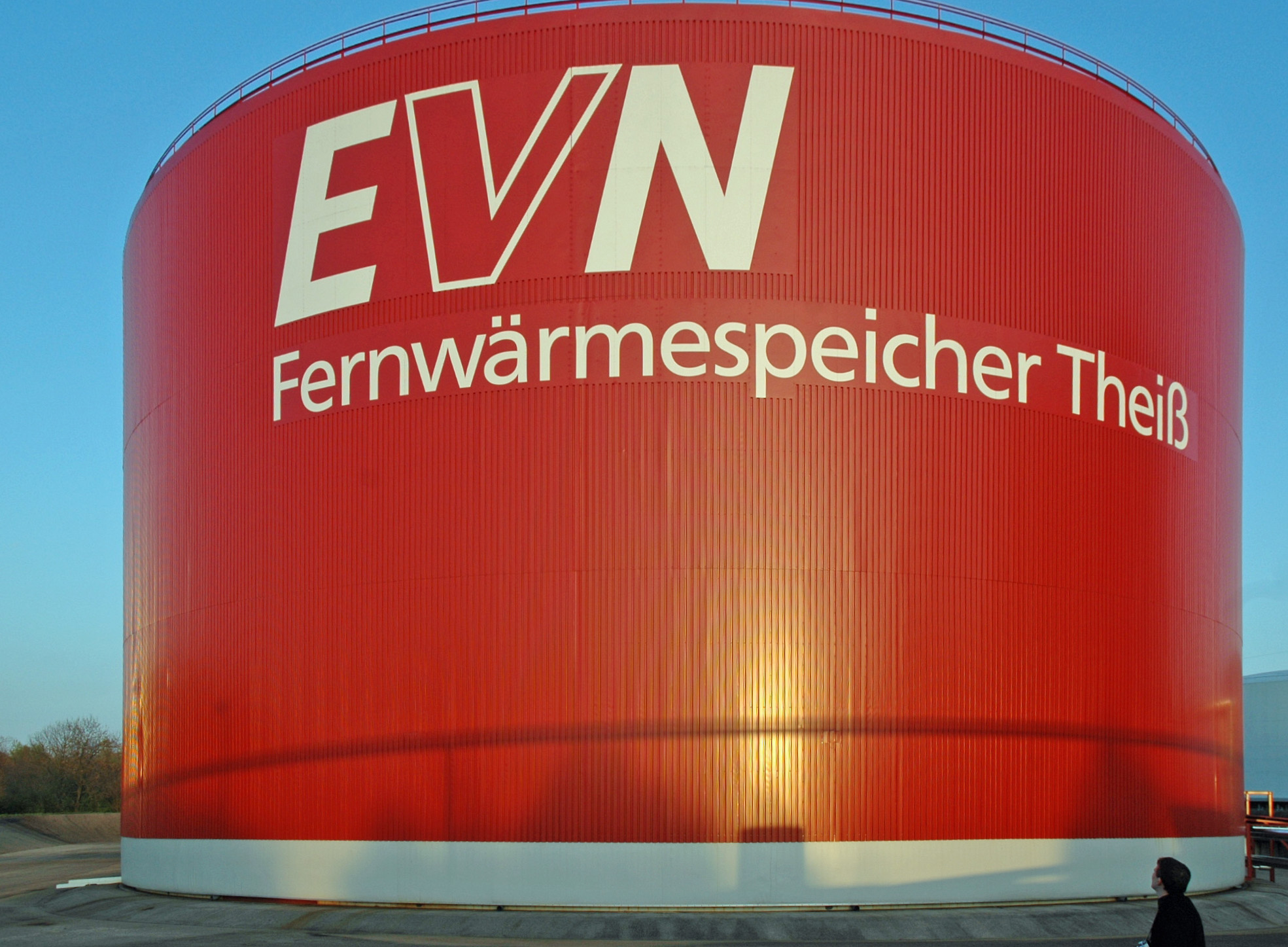
在下奧地利州多瑙河畔克雷姆斯附近 Theiss的區域供熱蓄熱塔，熱容量為2GWh(7.2 TJ)

越來越多的大型熱庫與區域供熱網絡一起使用，以最大化效率和財務回報。這允許熱電聯產機組在最高電價時運行，電力生產的回報率比熱量生產高得多，同時儲存多餘的熱。這也允許在夏天收集太陽熱，並在淡季將太陽能熱重新分配到非常大但成本相對較低的地下隔熱水庫或鑽孔系統中。在Vojens的203,000m³的隔熱水庫中，預計的熱流失率為8%。

## 分配熱

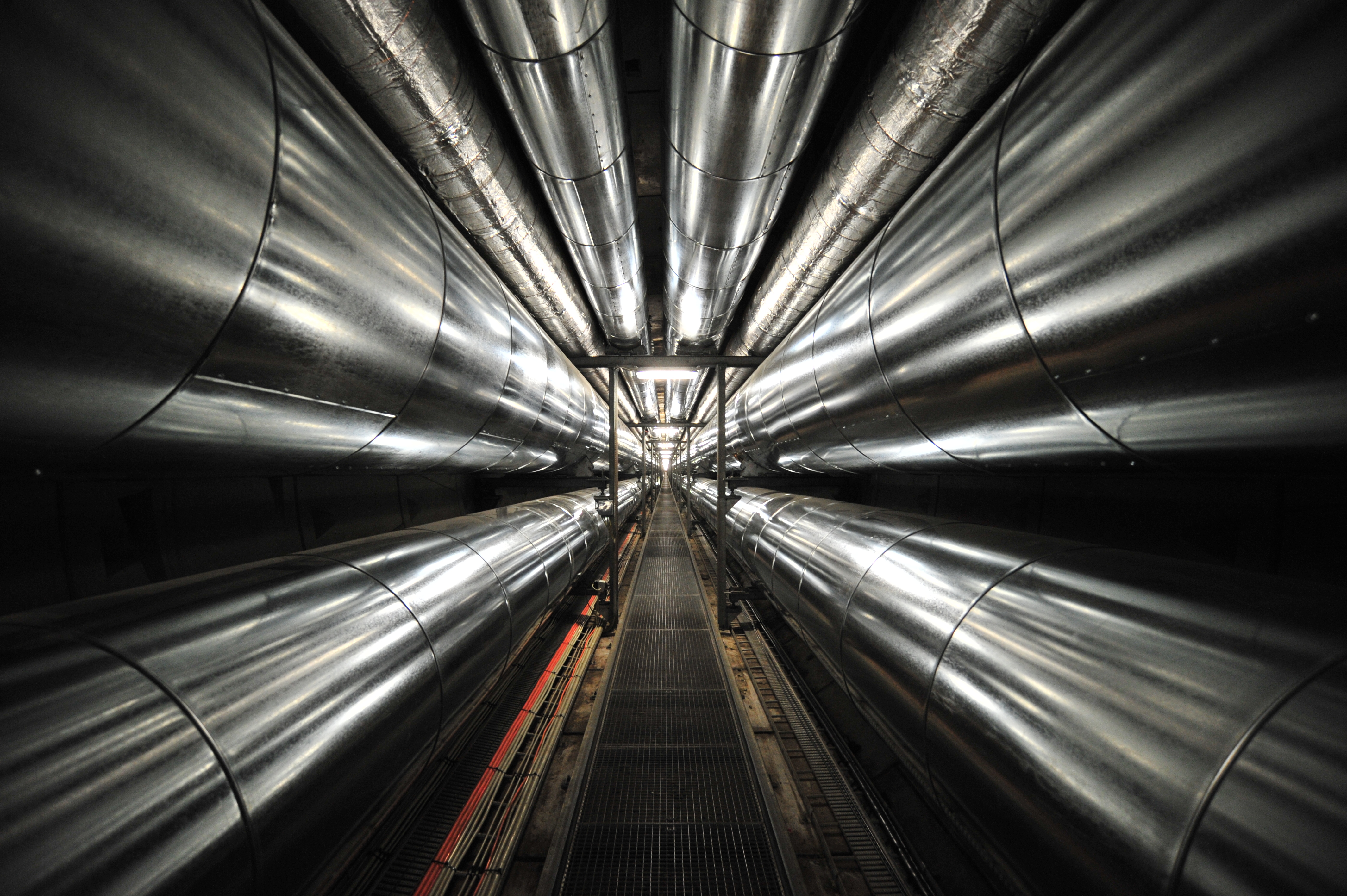
在丹麥Rigshospitalet和Amagerværket之間的熱管隧道

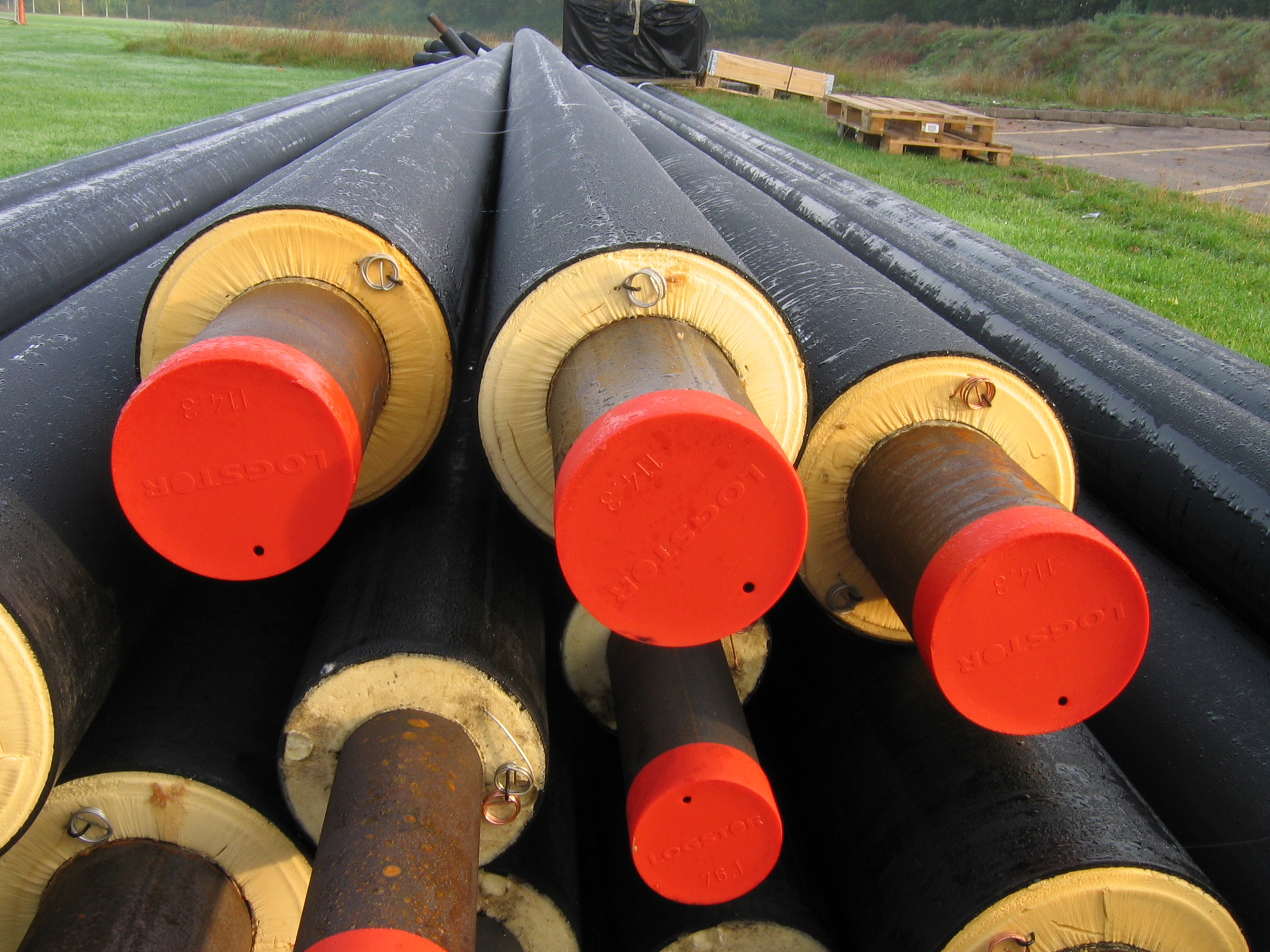
隔熱水管將新建築連接到和域大學校園範圍內的熱電聯產系統

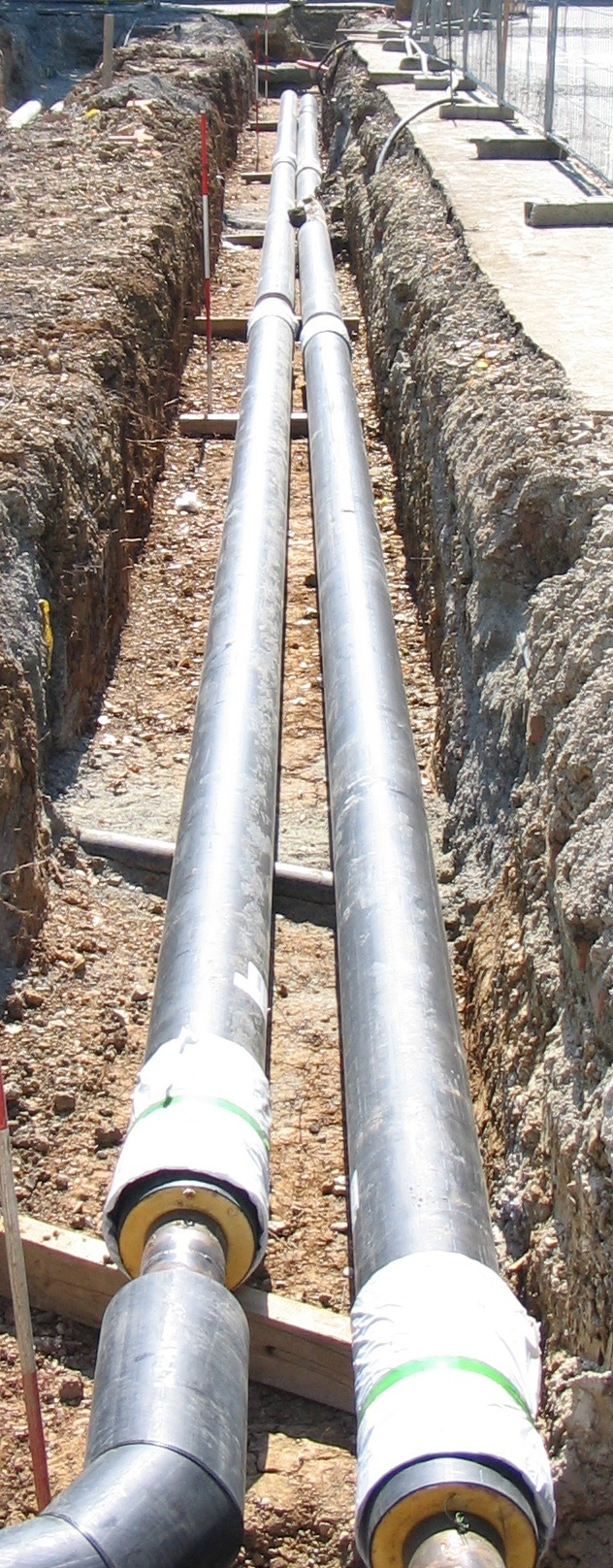
在德國蒂賓根的區域供熱管道

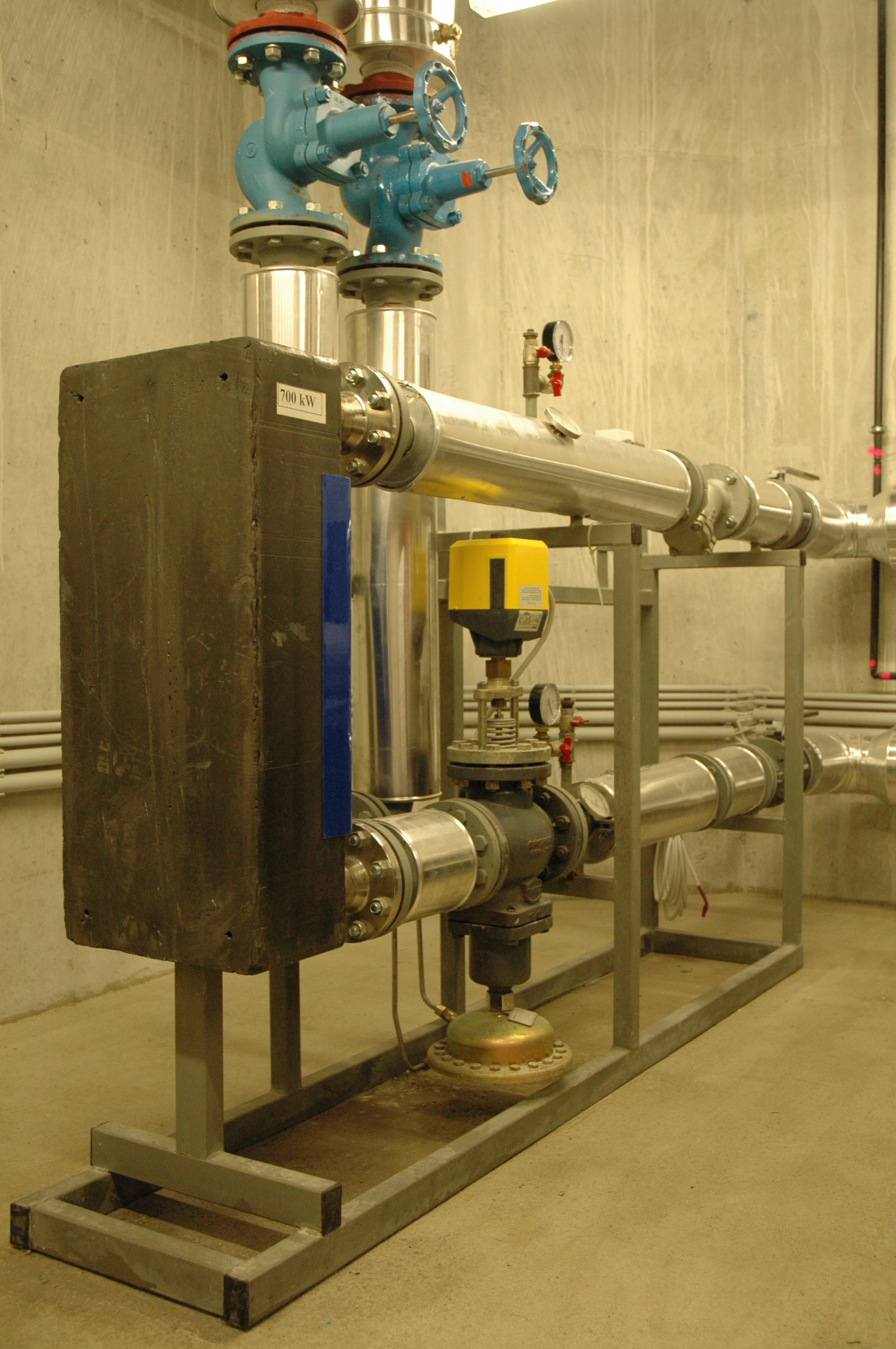
熱功率為700kW的區域供熱分站，分隔區域供熱糸統迴路與客戶集中供熱糸統迴路

熱產生後，熱經隔熱管網輸送至客戶。區域供熱糸統輸水和返回水管組成。管線通常安裝在地下，但有些糸統也有地上管道系統。在系統內可以安裝儲熱單元以平衡峰值負載需求。
分配熱的介質通常為過熱水，也蒸汽也用於分配熱。使用蒸汽的優點是除了加熱目的之外，由於其較高的溫度，它還可以用於工業過程。使用蒸汽的缺點是由於其高溫，它的熱散失也較高。熱電聯產電廠的熱效率會因冷卻蒸汽的高溫而顯著降低，從而減少發電量。導熱油一般不用於區域供熱，雖然它們有比水更高的熱容量，但它們價格昂貴並且存在環境問題。
用戶層的熱網通常經住宅的熱交換器與中央供熱糸統連接:工作流體並不與網絡中的水或蒸汽混合。但是，在奧登塞的供熱系統中採用直接連接。
如挪威的區域供熱網絡所示，典型的熱能每年損失約為10%。

## 計量熱
每一定量提供給客戶的熱，通常會被熱量表所紀錄，以鼓勵節約並最大限度地並增加可以服務的客戶數量，但這些熱量表往往十分貴。因為熱量表十分貴，另一種方法是簡單地計量水，所以會以普通的水表替代，水表遠比熱量表便宜，並具有鼓勵消費者盡可能多地提取熱量的優點，返回水的溫度非常低，這提高了發電效率。
許多系統是在缺乏熱量計和調整向調整每間公寓熱量輸送的方法(工具)的社會主義經濟下（例如前東方集團）安裝的。這導致其效率非常低下，用戶在太熱時不得不需打開窗戶，浪費能源且減少可連接客戶的數量。

## 糸統規模
區域供熱系統的大小可能會有所不同。有些糸統如斯德哥爾摩和弗倫斯堡的區域供熱系統覆蓋整個城市，使用直徑為1000mm管道的大型一級網絡，連接至二級水管網絡，如200mm直徑的管道，進而連接到直徑可能為25mm的三級管道，這些管道可能連接到10到50座房屋。
一些區域供熱方案的規模可能僅滿足小村莊或城市區域的需求，在這種情況下，只需要二級和三級管道。
一些區域供熱方案的設計可能只為有限數量的住宅供熱，大約20至50座房屋，在這種情況下，只需要三級管道。

## 優點與缺點
區域供熱糸統和單獨供熱糸統相比，有很多好處。區域供熱通常有更好的能源效益，因為在熱電聯產廠中，產生熱的同時發電。同時減少溫室氣體排放。大型的熱電聯產組件比起單個鍋爐糸統有更先進的煙氣淨化能力。在有工業廢熱的情況下，區域供熱糸統並不需要使用額外的燃料，因為它們回收熱，否則這些熱量會散失至環境中。
區域供熱需要長期的財務承諾，而這與着眼於短期投資回報不符。區域供熱對社區的益處包括:通過使用廢熱和浪費的熱能以最大程度降低能源成本，減少對單家庭或建築供暖設備的成本。區域供熱網絡，只熱鍋爐房和熱電聯產廠需要高額的初始資金支出和融資。只有將其視為長期投資，這些才能為區域供熱系統所有者或熱電聯產系統運營商產生盈利。區域供熱對於人口密度低的地區的吸引力較小，因為户的投資相當高。在一些有很多小型建築物的地區也相當沒有吸引力，如公寓樓，因為每個與住宅用戶的連接都非常昂貴。
單獨供熱糸統可以根據局部供熱需求而間歇性地完全關閉，而區域供熱系統則不然。

## 所有權，壟斷與收費架構
在許多情況下，大型熱電聯供區域供熱計劃由一個實體(公司)擁有。特別是在東方集團的國家中。但是，在許多方案中，熱電聯產廠的擁有權和熱的使用部分是分開的。
例如華沙，PGNiG Termika擁有熱電聯產單元，威立雅環境擁有85%的熱量分配，其餘的熱量分配由市政當局和工人擁有。同樣地，所有在丹麥的大型熱電聯產計劃都屬於拆分所有權。
瑞典提供了一個供暖市場放鬆管制的例子。在瑞典，這是非常普遍的，區域供熱網絡的擁有權並沒有從熱電聯產，區域供冷網絡，集中式熱泵的擁有權中分開。還有一些例子，競爭催生了多個公用事業合作的並行網絡和互連網絡。
在英國，有很多投訴指，區域供熱供應商壟斷拆分所有權且監管不力，業界已意識到這一問題，已採取通過使用Heat Trust規定的客戶章程等措施來改善客戶的體驗。一些客戶以虛假陳述和不公平交易為由對供應商採取法律行動，聲稱區域供熱沒有達到許多供熱供應商承諾的節省。

## 國家差異
因為每個城市的情況各有不同，每個區域供熱糸統都有些獨特的地方。此外，各國對初級能源載體的獲取方式不同，因此，她們對如何應對境內供暖市場採取了不同的方法。

### 歐洲
自 1954 年以來，Euroheat & Power一直在歐洲推廣區域供熱。他們在歐盟委員會支持的Ecoheatcool項目中對歐洲區域供暖和供冷市場進行了分析。另一項名為“歐洲熱力路線圖”(英語:Heat Roadmap Europe )的研究，表明從現在到2050年，區域供熱可以降低歐盟的能源價格。歐盟成員國的法律框架目前受到歐盟熱電聯產指令(英語:CHP Directive)的影響。